# Robert Mills
Robert Mills   (Halifax, 9 de desembre de 1957) és un remer canadenc, ja retirat, que va competir durant la dècada de 1980.
El 1984 va prendre part en els Jocs Olímpics d'Estiu de Los Angeles, on guanyà la medalla bronze en la competició de scull individual del programa de rem. Quatre anys més tard, als Jocs de Seül, fou novè en la prova del quàdruple scull.
En el seu palmarès també destaquen tres medalles al Campionat del Món de rem, una d'or i dues de bronze, en el quàdruple scull entre el 1985 i 1987, així com dues medalles d'or als Jocs Panamericans de 1983.